# Aberturas e Armadilhas
Aberturas e Armadilhas no Xadrez é o título de um livro sobre enxadrismo escrito por Idel Becker e publicado no Brasil em 1969.
A primeira edição do livro foi prefaciada pelo Prof. Dr. Luiz Carvalho Tavares da Silva, contemporâneo do Prof. Dr. Idel Becker na Faculdade de Medicina da USP, campeão brasileiro de xadrez de 1957 e Presidente da Confederação Brasileira de Xadrez, conforme informação do próprio autor, em Nota da 1ª Edição Sobre o Autor do Prefácio.